# Salvador de Touvedo
Salvador de Touvedo ist ein Ort und eine ehemalige Gemeinde (Freguesia) im nordportugiesischen Kreis Ponte da Barca. Die Gemeinde hatte 164 Einwohner (Stand 30. Juni 2011).
Am 29. September 2013 wurden die Gemeinden Touvedo (Salvador) und Touvedo (São Lourenço) zur neuen Gemeinde União das Freguesias de Touvedo (São Lourenço e Salvador) zusammengeschlossen.